# Центральний банк Уругваю
Центральний банк Уругваю (ісп. Banco Central del Uruguay) — центральний банк Східної Республіки Уругвай.

## Історія
23 червня 1862 року засновано Національний банк. У 1887 році Національний банк почав випуск банкнот. До 1896 року банкноти випускалися як приватними банками, так і урядом.
24 серпня 1896 року засновано Банк Східної Республіки Уругвай, який отримав виняткове право емісії.
У 1967 році, у відповідності зі статтею 196 Конституції, засновано Центральний банк Уругваю, якому передані функції центрального банку .

## Функції
Відповідно до ст. 7 Статуту банку його обов'язками є:
- Здійснення грошової емісії і контроль за грошовим обігом;
- Здійснення міжбанківських розрахунків, в тому числі і в міжнародних відносинах;
- Розробка і впровадження разом із урядом ефективної кредитно-грошової політики;
- Регулювання та контроль за діяльністю комерційних банків та інших кредитних організацій;
- Здійснення валютного регулювання і забезпечення конвертованості національної валюти;
- Зберігання та регулювання золотовалютних резервів;

## Музей нумізматики
У будівлі Центрального банку, розміщено Музей нумізматики, відкритий для відвідувачів з 10:00 до 16:00 з понеділка по п'ятницю та має вільний вхід.